# 阿爾普勒山
46°54′38″N 8°48′30″E / 46.91056°N 8.80833°E
阿爾普勒山（ألبلير ورن），是瑞士的山峰，位於該國中部，由烏里州負責管轄，屬於格拉魯斯山的一部分，處於謝興勒溫德蓋倫山以北，海拔高度2,380米。